# Tod in Breslau
Tod in Breslau, polnisch: Śmierć w Breslau, ist ein Kriminalroman des polnischen Autors und Breslauer Altphilologen Marek Krajewski aus dem Jahr 1999; es ist der erste Band einer Krimireihe um die Figur des Breslauer Kriminalbeamten Eberhard Mock.
Die Handlung spielt im Mai 1933. Kriminalrat Mock bereitet sich gerade auf einen vergnüglichen Abend im Etablissement von Madame de Goef vor, als ihn sein Assistent rufen lässt: Die 17-jährige Baronesse Marietta von der Malten wurde im Zug Berlin–Breslau mit ihrer Gouvernante brutal ermordet. Der einigermaßen korrupte und allen möglichen Vergnügungen zugetane, harter Ermittlungsarbeit eher abgeneigte Mock lässt sich gerne von der SS überzeugen, als die ihm einen alten und epilepsiekranken jüdischen Zoohändler als angeblichen Täter präsentiert – dem Opfer wurden Skorpione auf den Bauch gesetzt, auf der Stofftapete des Abteils steht eine mit Blut geschriebene verschlüsselte Botschaft. Doch der Fall kommt erst in Gang: Der tatsächliche Mörder stellt dem Vater der Baronesse eine Drohung zu. Mock gerät in die Bredouille: Der Baron wiederum droht, den Nazis Mocks frühere Mitgliedschaft in einer Freimaurerloge zu verraten, wenn er sich nicht hinter den Fall klemmt. So aber müsste er sich mit der SS anlegen, die unbedingt einen jüdischen Täter präsentieren will. Es beginnt ein Ringen, bei dem jeder der Beteiligten möglichst viele Druckmittel auszuspielen versucht. Die Ereignisse überschlagen sich, und Mock gerät immer tiefer in die Verstrickungen der gefährlichen Breslauer Unterwelt ...
Śmierć w Breslau war Krajewskis Debütroman und fand in Polen eine interessierte Leserschaft. 2002 gab es mit Tod in Breslau eine Übersetzung ins Deutsche von Doreen Daume. Weitere Titel der Reihe um Kriminalrat Eberhard Mock sind: Der Kalenderblattmörder, Gespenster in Breslau, Festung Breslau, Pest in Breslau, alle ins Deutsche übersetzt von Paulina Schulz.

## Bibliographie
- Śmierć w Breslau. Wydawnictwo Dolnośląskie, Wrocław 1999, ISBN 83-7384-425-2
  - Tod in Breslau. (dt. von Doreen Daume) btb, München 2002, ISBN 3-442-72831-2